# Callosides mafik
Callosides mafik – gatunek chrząszcza z rodziny Hybosoridae i podrodziny Anaidinae.
Gatunek ten został opisany w 2014 roku przez Davida Krála i Jiříego Hájka. Epitet gatunkowy nadano na cześć Martina Fikáčka, który uczestniczył w odłowie serii typowej.
Chrząszcz o ciele długości od 5,2 do 5,3 mm, szerokości od 2,4 do 2,5 mm i ubarwieniu od ciemnobrązowego do czarnego. Wierzch ciała miejscami z krótkimi, maczugowatymi makroszczecinkami, pozbawiony wyraźnych guzków na głowie i przedpleczu. Głowa o małych policzkach i oczach, pozbawiona canthusa. Żuwaczki piramidalne, niewystające poza obrys nadustka. Ich część bazalna jest całkowicie, natomiast apikalna tylko częściowo zesklerotyzowana (jej mezalny fragment jest głównie błoniasty i wyposażony w długie mikrotrichia na krawędzi tnącej), co jest cechą wyjątkową wśród nadrodziny Scarabaeoidea. Obie paty głaszczków czteroczłonowe. Przedplecze duże, poprzeczne z dwiema parami dołków w pobliżu rozpłaszczonych boków. Tarczka drobna. Zęby barkowe pokrywy ostre i trójkątne, w pobliżu ich nasady odchodzą żeberka, odgraniczające płaski dysk pokryw od gwałtownie opadających ku żeberkom epipleuralnym boków. Na dysku każdej z pokryw dwa podłużne nabrzmienia w okolicy nasadowej i cztery małe, zygzakowato ustawione guzki. Część boczna każdej z pokryw z dwoma, a tylna z sześcioma guzkami.
Owad neotropikalny, znany tylko z ekwadorskiej prowincji Napo. Okazy serii typowej odłowiono w ściółce gęstych zarośli bambusów Chusquea.